# داريل نيكلسون
داريل نيكلسون (بالإنجليزية: Darrell Nicholson)‏ هو لاعب كرة قدم أمريكية ولاعب كرة القدم الكندية أمريكي، ولد في 23 أغسطس 1959 في وينستون-سالم في الولايات المتحدة.